# حقوق الإنسان في الدنمارك
تعتبر حقوق الإنسان في الدنمارك محمية بموجب دستور البلاد وبموجب مصادقة الدنمارك على المعاهدات الدولية لحقوق الإنسان. كان للدنمارك دور هام في إقرار الاتفاقية الأوروبية لحقوق الإنسان، وفي تأسيس المحكمة الأوروبية لحقوق الإنسان المعروفة اختصارًا بـ ECHR. أسس البرلمان الدنماركي في عام 1987 مؤسسة وطنية معنية بقضايا حقوق الإنسان تُعرف اليوم باسم (المعهد الدنماركي لحقوق الإنسان).
بالرغم من الدفاع التاريخي الذي قامت به الدنمارك وعدد من الدول الاسكندنافية الأخرى عن القانون الدولي وحقوق الإنسان فلا يزال هناك العديد من المشاكل المتعلّقة بحقوق الإنسان في هذه البلاد. أبلغت منظمة العفو الدولية عن قضايا متعلقة بإعادة توطين اللاجئين وطالبي اللجوء، والعنف ضد المرأة، وحقوق المنتمين إلى مجتمع الميم.

## التاريخ

### القانون الدستوري لمملكة الدنمارك
يُعتبر نظام الحكم في الدنمارك نظامًا ملكيًا برلمانيًا يرسو فيها القانون الدستوري الذي صدر في 5 يونيو/ حزيران من عام 1849، والذي أُسس الديموقراطية في البلاد.
أُجريت على الدستور الدنماركي منذ اعتماده في عام 1894 ثلاثة تعديلات، كان أهمّها تعديل عام 1953 الذي أعطى الدستور الدنماركي الصورة التي يظهر بها اليوم، إذ منح التعديل -الذي يهدف إلى إعداد الدنمارك للحصول على العضوية المحتملة في الاتحاد الأوروبي» سلطةً دستورية واضحة لتقاسم سيادة الدنمارك مع دول أخرى«. على الرغم من أنّ دور القانون الدستوري يتمثل فقط في تقييد دور السلطة الملكية، فإنه يضمن أيضًا حقوق الإنسان والحقوق المدنية والسياسية للمواطنين الدنماركيين، ومن الأمثلة على ذلك: الحق في الحرية الشخصية (المادة 71)، وحرية التعبير (المادة 77)، وحرية التجمع (المادة 79).
يضمن الدستور بالإضافة إلى ما سبق حرية الدين (المادة 67) شريطة ألا تهدد المجتمعات الدينية» الأخلاق الحميدة أو النظام العام.«
تتمتع هذه الحقوق -المنصوص عليها في الدستور- بـ» بوضع خاص «إضافة إلى ذلك -ووفقاً للمادة 88 من الدستور- فإن هذه الحقوق هي» المصدر الأعلى لقانون الدنمارك

### الاتفاقية الأوروبية لحقوق الإنسان
الاتفاقية الأوروبية لحقوق الإنسان، هي معاهدة صدّقت عليها 47 دولة عضو في مجلس أوروبا في 3 سبتمبر/ أيلول من عام 1953. تهدف المعاهدة إلى» حماية سيادة القانون «وإلى دعم الديموقراطية في أوروبا. كانت الاتفاقية الأوروبية لحقوق الإنسان أول معاهدة توفر وسائل مؤسّساتية لتطبيق حقوق الإنسان والإشراف عليها في جميع أنحاء أوروبا، ولتحقيق ذلك، كرست الاتفاقية إجرائين تنفيذيين اثنين وهما اللجنة الأوروبية لحقوق الإنسان والمحكمة الأوروبية لحقوق الإنسان.
بالرغم من التصديق على الاتفاقية الأوروبية لحقوق الإنسان في عام 1953 لكّنها لم تُدرج في القانون الدنماركي حتى 29 أبريل/ نيسان من عام 1992. بسبب دمج الاتفاقية في القانون المحلي فإن المحاكم الدنماركية هي من يتحمل مسؤولية تنفيذ بنودها. تُعتبر الاتفاقية الأوروبية لحقوق الإنسان المعاهدة الوحيدة المتعلقة بحقوق الإنسان السارية في القانون الدنماركي. تشمل الحقوق السياسية والمدنية الأساسية التي تضمنها الاتفاقية الأوروبية لحقوق الإنسان: الحق في الحرية، والحق في الحصول على محاكمة عادلة، والحق في حرية الفكر والضمير والدين، وحرية التعبير.

### المحكمة الأوروبية لحقوق الإنسان
المحكمة الأوروبية لحقوق الإنسان (التي تعرف اختصارًا باللغة الإنكليزية بـ ECtHR أو ECHR)، هي محكمة القانون الخاصة بمجلس أوروبا، أُنشئت المحكمة في عام 1959 بموجب الاتفاقية الأوربية لحقوق الإنسان، وتهدف إلى دراسة وإصدار الأحكام المتعلقة بالانتهاكات المزعومة لحقوق الإنسان.
كانت الدول الاسكندنافية -في المراحل الأولى من تأسيس المحكمة الأوروبية لحقوق الإنسان- أولى الدول التي وافقت على البنود الاختيارية المتعلقة بالصلاحية القضائية للمحكمة، وبالتالي تعزيز شرعيتها السياسية. كانت الدنمارك ودول أوروبا الشمالية الأخرى -بالإضافة إلى ذلك- أبرز البلدان التي ساهمت في البناء الأولي لنظام المحكمة الأوروبية لحقوق الإنسان وفي وضع الصيغة النهائية له.

## المواضيع المفتاحية في الدستور

### الحقوق المدنية والحريات

#### المادة 71 الحرية الفردية
تركز المادة 71 من الدستور على الحقوق الثابتة، وعلى حماية المواطنين من القيود غير المنطقية، وعلى ضمان حق الفرد في الحصول على محاكمة عادلة. يوضح الاقتباس التالي استحالة وجود أي إمكانية لاحتجاز أي مواطن دنماركي بسبب دينه أو عرقه أو اعتقاداته السياسية:
» يجب أن تبقى الحرية الشخصية مصونة وغير قابلة للانتهاك. ولا يجوز حرمان أي مواطن دنماركي بأي شكل من الأشكال من حريته بسبب معتقداته الدينية أو السياسية أو بسبب أصله الذي ينحدر منه. «المادة 71 من الدستور الدنماركي.

#### المادة 77: حرية التعبير
تضمن المادة 77 من الدستور حرية التعبير وحرية الصحافة، المعترف بهما كحقوق إنسان بموجب الإعلان العالمي لحقوق الإنسان. توجد في البلاد قوانين قائمة على التشهير وازدراء الأديان والعنصرية، بالرغم من احترام الحكومة للحقين آنفي الذكر.
تم في شهر مارس/ آذار من عام 2015 تعليق المناقشات المتعلقة بإزالة القيود القانونية على التجديف إذ أكدت الحكومة الدنماركية سريان مفعول» قانون مكافحة التجديف«.

#### المادة 79: حرية التجمع
تحمي المادة 79 من الدستور الدنماركي حق المواطنين في التجمع السلمي، وهو ما تعترف به الاتفاقيات الدولية لحقوق الإنسان -كالإعلان العالمي لحقوق الإنسان والاتفاقية الأوروبية لحقوق الإنسان- كحق من حقوق الإنسان.
تنصّ المادة 79 أيضاً على حق الشرطة في فض التجمع في حال كان يمثل تهديدًا للسلم العام.

## انتهاك حقوق الإنسان

### العنصرية
في 7 فبراير 2022، أصدر المرصد الأورومتوسطي لحقوق الإنسان تقرير يكشف فيه انتهاكات الدنمارك العنصرية المتخذة ضد المناطق المصنفة على أنها «غيتو» حيث تضم مناطق الغيتو29 منطقة في أرجاء الدنمارك، تحتوي الغيتو على مناطق سكنية فقيرة وهشة غالبية سكانها من الأعراق الغير غربية والغير بيضاء. وكشف المرصد في تقريره أن هذه المناطق تتعرض لعمليات الإخلاء، والحضانة الإجبارية، والعقاب المزدوج، وإفراط في الإجراءات الأمنية. بالإضافة إلى ذلك، أفاد التقرير أن الممارسات السياسة الدنماركية تجاه الأقليات مثالًا واضحًا على ممارسة السياسات الانتهازية، وتقديم الأقليات ككبش فداء لتبرير الفشل في حل المشاكل الاجتماعية. حيث أدت هذه السياسات إلى زرع الفقر والبطالة وانعدام الأمن والثقة في مناطق الأقليات القومية.

### المهاجرين وطالبي اللجوء
في مارس 2021، نشرت مجلة بركسيل الصباحية تقرير عن إعلان الحكومة الدنماركية قيودًا على المهاجرين «غير الغربيين»، وألغت تصاريح الإقامة للاجئين وطالبي اللجوء المستضعفين. كما كشفت دراسات محلية كبرى أن ثلث اللاجئين لا يتمتعون بالحماية المناسبة ويتعرضون للمشاكل والنزاعات.
في 19 مايو 2021، واجهت الدنمارك إدانة من المشرعين في الاتحاد الأوروبي ووكالة الأمم المتحدة للاجئين وجماعات حقوق الإنسان لإلغاء وضع الإقامة للاجئين السوريين، حيث على الرغم من الوضع الأمني الخطير في سوريا، زعمت الدنمارك أن بعض أجزاء سوريا أصبحت آمنة لعودة اللاجئين. في أبريل 2021، وجد المرصد الأورومتوسطي لحقوق الإنسان بأن قرار الدنمارك بإعادة اللاجئين السوريين إلى سوريا قرار غير قانوني وخطير على اللاجئين السوريين واعتبر أن تصنيف الدنمارك لسوريا «آمنة» أمر خطير وغير إنساني وغير قانوني.
في 15 مارس 2022، نشر المرصد الأورومتوسطي لحقوق الإنسان تقريرًا وثّق فيه استخدام السلطات الدنماركية معايير مزدوجة في تطبيق قانون الهجرة على اللاجئين، حيث أقر البرلمان الدنماركي في يناير 2016 «قانون المجوهرات»، والذي يسمح للسلطات بتفتيش المهاجرين وطالبي اللجوء ومصادرة النقود والممتلكات الثمينة، إلا أنّ السلطات استثنت بعد الغزو الروسي لأوكرانيا اللاجئين الأوكرانيين الذين وصلوا إلى أراضيها من هذا القانون.